# Nhà máy Malyshev
Nhà máy Malyshev (tiếng Ukraina: Zavod imeni V.O. Malysheva, Завод імені В.О. Малишева), trước đây là Xưởng đầu máy xe lửa Kharkiv (KhPZ), là một xưởng sản xuất thuộc Nhà nước Kharkiv, Ukraine. Được đặt tên theo chính trị gia Xô viết Vyacheslav Malyshev. Nhà máy này là một phần của tập đoàn UkrOboronProm (Công ty Công nghiệp Quốc phòng Ukraina).
Nhà máy này sản xuất các loại động cơ diesel, máy nông nghiệp, khai khoáng, tinh luyện đường, và thiết bị cho cánh đồng gió, nhưng sản phẩm nổi tiếng nhất là các loại xe tăng Xô viết, bao gồm các loại xe tăng BT, T-34 trong Thế chiến II, T-64 và T-80 trong Chiến tranh Lạnh, và model hiện đại kế tiếp là T-84. Nhà máy này có mối liên hệ mật thiết với Cục thiết kế Morozov (KMDB) và cục thiết kế động cơ Kharkiv (KEDB). Năm 1958 nhà máy cho ra mắt "Kharkovchanka", một chiếc xe vượt địa hình đã đi đến Nam Cực ngay năm sau đó.